# Ulysse Dubois
Ulysse Dubois, né le 13 juin 1925 à Frontenay-Rohan-Rohan (Deux-Sèvres), est un auteur français d'expression poitevine-saintongeaise, dans une de ses variantes poitevines des Deux-Sèvres, celle du centre Mellois. C'est en outre un spécialiste du poitevin-saintongeais.

## Biographie
Né en 1925 dans le sud-ouest des Deux-Sèvres, du côté de Frontenay-Rohan-Rohan près du marais poitevin, il vient tout jeune avec ses parents en Mellois (sud-est des Deux-Sèvres) à l'âge de trois ans à chey, puis à l'âge de cinq ans à Sepvret où il vit toujours. Enseignant pendant trente ans au Château de Thouars, il finit sa carrière comme directeur adjoint du Collège Jean Rostand, toujours à Thouars.
"Il tient une place de choix dans la littérature d'expression poitevine et poitevine-saintongeaise, de par la qualité littéraire, et linguistique de ses textes (renforcée par le caractère conservateur des parlers du Mellois), associée à une description réaliste et sensible du monde rural contemporain. Réalisme qui transparaît jusque dans sa manière d’écrire, dont il se plaît à dire, à juste titre, qu’elle est strictement conforme à la manière de parler des gens de son entourage mellois".
Ulysse Dubois est l'artiste qui incarne le mieux, encore aujourd'hui, l'âme, la poésie et l'imaginaire du Pays Pelebois (Pays Mellois) en Poitou. La beauté, la profondeur, l'humour toujours malicieux des textes et chansons d'Ulysse Dubois ont conquis le Poitou, plus largement la région, et transparaissent dans leur globalité comme un véritable, magnifique et poétique livre d'imajhes.   
Ses textes et chansons mettent souvent en exergue la richesse de la langue poitevine. En plus d'une poésie forte et profonde, il faut noter que certains textes ont été écrits de telle manière que le lecteur ou l'auditeur découvre un aspect de la langue, grammatical, ou un vocabulaire choisi, ou un aspect de la prosodie.   
Sur scène, Ulysse Dubois raconte et chante le plus souvent seul et sans micro. Son succès et sa notorité est bien plus profonde dans les cœurs que tout autre artiste patoisant poitevin.   
Les chansons et textes d'Ulysse Dubois sont aujourd'hui interprétés sur scène par Jean Dubois, Geneviève Charlot, Olivier Baubeau, Mathieu Touzot, Philippe Souché et Guy Martin.     
On peut citer avec lui d'autres patoisants de sa génération en Pays Mellois, comme Jean-Pierre Guiard, Robert Beau, André Pacher, Maryvonne Barillot, Raymond Servant (auteur), Geneviève Proust Bouffard (auteure) ou plus loin dans le temps l'écrivain et historien local Emilien Traver.      
Membre de la SEFCO, il publie de nombreux textes en poitevin du Mellois dans le journal Le Subiet, supplément en poitevin  et en saintongeais de la revue Aguiaine de la SEFCO. C'est également au sein de la SEFCO qu'il travaille à l'élaboration puis à l'édition d'un dictionnaire monumental dont il est l'un des co-auteurs : Ulysse Dubois, Jacques Duguet, Jean-François Migaud, Michel Renaud, Glossaire des parlers populaires de Poitou, Aunis, Saintonge, Angoumois, SEFCO, tome 1 : 1992, tome 2 : 1993, tome 3 : 1994, tome 4 : 1999; puis : Michel Renaud, Ulysse Dubois, James Angibaud, Lexique français/poitevin-saintongeais, SEFCO, 2004. Ces glossaires sont orthographiés dans la seconde version de l'orthographe de la SEFCO.
Également membre de l'UPCP, il participe aux travaux de son atelier parlange, et y voit publier son recueil en poitevin  du Mellois : A l'inbre dou tilell (1983) qui connaîtra des versions sonores, et plusieurs rééditions augmentées (A l'inbre dou tilell : contes et nouvelles en Poitou, 1986), dont la dernière est intitulée Le livre d'imajhes (2001). Les premières éditions sont orthographiées avec l'orthographe phonétique dite "localisée" de l'UPCP, la dernière, celle de 2001, dans l'orthographe phonético-logique, dite "normalisée" de l'UPCP. C'est aussi avec cette orthographe dite "normalisée" de l'UPCP qu'est publié en 1993 un autre recueil "Va lou dire - Içhi queme allour" qu'il co-signe avec un second auteur d'expression poitevine du Mellois : Robert Beau. Mais il faut nuancer et relativiser cet aspect, car malgré l'utilisation de cette graphie dans des publications, Ulysse Dubois n'a jamais été opposé à d'autres formes d'écriture du parlanjhe, bien au contraire.

## Son œuvre
L'œuvre d'Ulysse Dubois est composée :
- de chansons et de textes poétiques. Ulysse Dubois est en outre un auteur - compositeur - interprète. Il compose au piano.
- d'apports essentiels de synthèse, de mise en valeur, de mise en commun dans la rédaction de dictionnaires Français / Poitevin Saintongeais.

## Discographie d'Ulysse Dubois et interprètes
- Ulysse Dubois - Le Livre d'imajhes, CD, Geste éditions, 2001. Ulysse Dubois, chant. Direction musicale, chant et piano Jean Dubois
- Ulysse Dubois - Contes et nouvelles en Poitou, no 1,  en Public à Fors (79), disque vinyle, ADAC / UPCP-Geste paysanne. 1986
- Ulysse Dubois & Jean-Pierre Guiard - Contes et nouvelles du Pays Pèlebois, no 2 , disque vinyle, ADAC / UPCP-Geste paysanne.
- Ulysse Dubois & Robert Beau - Va lou dire, Içhi queme allour Geste éditions, 1993
- Les Cent printemps des poètes, disque vinyle, , éd. Christian Pirot (Collectif) - En collaboration avec Gérard Pierron et al, éd. Christian Pirot, , Enregistrement public au Printemps de Bourges, 1985 (Prix Académie Charles Cros).
- Geneviève Charlot, CD, Du Silence à la Parole, 2011 (Va lou dire)
- Mathieu Touzot, CD, La mésun d'nené, 2018 (Les létres d'amour, Venez vous saquer den ma chançun, Le tileuil a Françoase, Les créyuns d'couleurs)